# Попович, Геннадий Иванович
Генна́дий Ива́нович Попо́вич (укр. Геннадій Іванович Попович; 9 февраля 1973 — 4 июня 2010) — украинский футболист, выступавший на позиции нападающего. Известен преимущественно по выступлениям за криворожский «Кривбасс» в чемпионате Украины и санкт-петербургский «Зенит» в чемпионате России, с которым стал обладателем Кубка России в сезоне 1998/1999 и бронзовым призёром чемпионата России 2001 года. Карьеру завершил из-за проблем с сердцем, в дальнейшем работал в системе «Зенита» администратором, тренером дубля и детским тренером, иногда выступая на любительском уровне. Один из наиболее известных игроков «Зенита» конца 1990-х — начала 2000-х годов. В клубе он играл под номером 9 на позиции центрального нападающего или так называемого «столба» — классического форварда силового плана.

## Игровая карьера

### Клубы УССР
Родился 9 февраля 1973 года в Днепродзержинске. В детстве занимался волейболом, в футбол пришёл относительно поздно. Воспитанник днепродзержинского футбола: учился в ДЮСШ № 3 ГорОНО Днепродзержинска. В детстве увлекался игрой Олега Протасова, мечтал играть за «Днепр» из Днепропетровска, но в спортинтернате считался бесперспективным. Один из первых тренеров — Геннадий Павлович Шмурыгин. Учился в Днепропетровском физкультурном техникуме, откуда был взят в спецкласс «Днепр-1975», в возрасте 17 лет попал в дубль «Днепра». Первые бутсы получил от Ивана Вишневского. В 1990 году выступал за днепродзержинские клубы «Буревестник» и «Радист», проведя в составе «Радиста» в 6-й зоне чемпионата УССР среди любителей 21 матч и забив 9 голов («Радист» занял 9-е место).
Свой первый гол Попович забил в ворота «Арарата». Он принимал участие и в матче 30 июня 1991 года между дублями «Днепра» и ЦСКА, сравняв счёт и установив окончательный итог (2:2). Эта игра состоялась спустя неделю после автокатастрофы, в которую попал вратарь армейцев Михаил Ерёмин (по трагическому совпадению, именно в день матча против «Днепра» не стало Ерёмина). В том же году он выиграл с дублем «Днепра» первенство СССР среди дублирующих составов, а также провёл одну игру за основной состав в Кубке СССР. По итогам сезона 1991 года Попович провёл всего 12 игр в чемпионате СССР среди дублирующих составов, отметившись тремя голами. В том же году он перешёл в криворожский «Кривбасс», основанием для перехода стал предложенный Поповичу трёхлетний контракт. За «Кривбасс» он провёл 10 игр и забил 2 гола в матчах 1-й зоны Второй низшей лиги СССР.

### Клубы Украины
16 февраля 1992 года Попович провёл первый матч за «Кривбасс» в дебютном розыгрыше Кубка Украины против киевского СКА (победа 2:1), а затем сыграл ещё два матча в кубке против запорожского «Торпедо» (поражение в гостях 0:6 и домашняя победа 1:0), отыграв 300 минут на поле (120 минут в матче против СКА, по 90 минут в обеих встречах против «Торпедо»). 17 марта того же года он дебютировал в Первой лиге Украины в группе 2, проведя дебютную игру дома против «Ворсклы» (победа 2:1), а 6 мая забил свой первый гол в гостевом матче против стахановского «Вагоностроителя» (победа 2:1). Всего в Первой лиге он сыграл в 1992 году 24 матча и забил 3 гола. В том же году он дебютировал в Высшей лиге чемпионата Украины, сыграв 20 матчей за «Кривбасс» в сезоне 1992/1993 и забив один гол. 31 октября 1992 года сыграл один матч за днепродзержинский «Прометей» в рамках Переходной лиги против луганского «Динамо»: в гостях его клуб проиграл со счётом 3:2, хотя Попович забил оба гола своей команды
В сезоне 1993/1994 Попович провёл всего 12 матчей за «Кривбасс» в чемпионате Украины, не отметившись забитыми мячами, а также выступал за кировоградскую «Звезду-НИБАС» во Второй лиге Украины, сыграв 17 матчей и забив 5 голов. В сезоне 1994/1995 чемпионата Украины Попович провёл за «Кривбасс» 25 матчей, забив 3 гола, а также отыграл четыре матча Кубка Украины. В 1995 году Попович перешёл в донецкий «Шахтёр», куда его пригласил Владимир Сальков, однако вскоре в команде сменился тренер — им стал Валерий Рудаков. Команда вернула в состав многих игроков из Кременчуга, потратив большие средства на грузинских легионеров. Попович сыграл мало матчей за «Шахтёр», один из которых состоялся 15 октября 1995 года против «Таврии» — в тот день у стадиона в своей машине был взорван президент клуба Ахать Брагин. По свидетельству Геннадия, через несколько минут после стартового свистка он заметил, что трибуна стадиона была «вся в огне», а судья приказал командам уйти в раздевалку, где им и сообщили страшную новость. Он присутствовал на похоронах Брагина. Всего в сезоне 1995/1996 он сыграл всего три матча в чемпионате Украины за «горняков», сыграв столько же и за «Шахтёр-2» во Второй лиге, в группе Б. В 1996 году он вернулся в «Кривбасс», сыграв 10 матчей в чемпионате страны в том же сезоне и один матч в Кубке Украины против «Галичины» из Дрогобыча 3 марта 1996 года (гостевая ничья 0:0).
Сезон 1996/1997 Попович провёл в составе криворожского «Кривбасса» (в заявку внесён 18 июля 1996 года). По словам самого Поповича, за время его выступления за «Кривбасс» в команде сменилось восемь тренеров, поскольку президент клуба пытался проводить собственную политику и постоянно был недоволен результатами команды. Часть матчей он провёл под руководством Мирона Маркевича, тренировки у которого носили игровой характер, а команда много работала с мячом. В одном из матчей против киевского «Динамо» Попович выступал на позиции центрального защитника и должен был опекать Андрея Шевченко, но на 15-й минуте он в ходе попытки подката против Шевченко травмировал мениск. В течение сезона он провёл 28 матчей в чемпионате Украины, забив 5 голов, а также один матч в Кубке Украины 9 октября 1996 года против «Карпат» (поражение 1:2). За все годы выступлений за «Кривбасс» Попович суммарно провёл 128 игр, забив 11 мячей.

### «Зенит»

#### 1997 год
Летом 1997 года Геннадий Попович перешёл в санкт-петербургский «Зенит» по приглашению тогдашнего тренера Анатолия Бышовца. Клуб под руководством Бышовца играл в свойственный Анатолию Фёдоровичу оборонительный футбол, и расстановки на матч зачастую не предусматривали позицию форварда, в связи с чем Попович часто начинал матчи в запасе. Сам Попович рассказывал, что внимательно слушал теоретические занятия и разборы матчей Бышовца. Дебют Геннадия в составе питерцев состоялся 2 июля в матче 16-го тура чемпионата России против московского «Локомотива» (ничья 0:0). Эту встречу он провёл не на высоком уровне, а в последующих играх из-за совершаемых ошибок он часто вызывал на трибунах свист и улюлюканье в свой адрес. В какой-то момент Попович хотел уйти из клуба: поводом стал поток ругани болельщиков в адрес украинских легионеров, прозвучавший в одном из матчей, в котором Бышовец снял игрока с игры. Отговорил форварда от ухода другой легионер, Юрий Вернидуб, который убедил Поповича в том, что тот сможет добиться большего в клубе. Благодаря упорной работе Геннадий стал в дальнейшем прибавлять в мастерстве.
30 июля он забил свой первый гол за «Зенит» в ворота «Алании» в матче 20-го тура Высшей лиги, принеся клубу победу со счётом 1:0. 23 августа «Зенит» провёл домашний матч 24-го тура против «Торпедо-Лужники», ставший одним из наиболее известных матчей не только для питерцев в том году, но и для Поповича лично. По ходу встречи хозяева уступали 0:2, но в течение заключительных 18 минут основного времени сумели отыграться и вырвать победу со счётом 3:2. Голы забили Сергей Герасимец, Василий Кульков и Геннадий Попович. Считается, что эта игра позволила «Зениту» как минимум не выбыть из Высшей лиги. 5 сентября Попович принял участие в матче, приуроченном к 100-летию российского футбола, между сборными Санкт-Петербурга и Москвы: петербуржцы победили 2:0 благодаря голам Игоря Зазулина и Александра Панова. Попович вышел в стартовом составе и отыграл весь первый тайм, уступив в перерыве место именно Панову. По итогам чемпионата России 1997 года в активе Поповича было 16 проведённых матчей и 3 забитых гола, он же сыграл два кубковых матча, отличившись один раз, и провёл ещё один матч за «Зенит-д» в Третьей лиге.

#### 1998 год
В 1998 году Попович провёл в чемпионате России 19 встреч, отличившись трижды, а также сыграл один матч в Кубке России и ещё пять игр за дубль «Зенита» во Втором дивизионе ПФЛ и забил семь голов. Свой первый гол в том сезоне он забил в матче 5-го тура против «Шинника», принеся победу «Зениту» 1:0. По словам Геннадия, четыре предыдущих матча он играл в запасе, хотя на предсезонных сборах показывал хорошую игру в связке с Александром Пановым. На матч против «Шинника» Попович вышел уже в стартовом составе, а Бышовец после матча объяснил свой поступок тем, что хороший игрок «должен выдерживаться, как красное вино».
Хотя «Зенит» завершил первый круг чемпионата на первом месте, последующая неудачная командировка Бышовца в сборную России привела к итоговому уходу Анатолия Фёдоровича и из клуба, и из сборной. До конца чемпионата 1998 года командой фактически руководил Анатолий Давыдов, при котором Попович стал стабильным игроком основного состава. В двух заключительных турах Высшей лиги «Зенит» набрал только одно очко, проиграв «Балтике» 2:3 и сыграв вничью с «Тюменью» 0:0, в связи с чем остался на 5-м месте, пропустив вперёд «Ротор». Первоначально именно четвёртое место давало пропуск в Кубок УЕФА, но в последний момент УЕФА лишило российские клубы этой квоты, и в итоге «Ротор» остался без еврокубков.

#### 1999 год
В 1999 году с петербургской командой Попович завоевал Кубок России, проведя в том году три матча в рамках его розыгрыша и забив два гола. Один из голов был забит в полуфинале против ЦСКА и стал единственным в том матче. В финале «Зенит» одержал победу над московским «Динамо» со счётом 3:1, уступая после перерыва 0:1. Два из трёх голов «Зенита» забил Александр Панов, ещё один гол был на счету Романа Максимюка, а Попович принял участие в обоих голах Панова. В эпизоде с первым голом Панова после заброса Александра Бабия именно Попович скинул Панову головой мяч вперёд: хотя мяч улетал за спину питерскому форварду, тот первым же касанием перекинул себе мяч через голову правой ногой и забил левой. В эпизоде со вторым голом голкипер «Зенита» Роман Березовский выбил мяч от ворот, а Попович выиграл верховую борьбу, в результате которой мяч полетел на Панова, который реализовал выход один на один. Сам Геннадий отмечал, что именно Анатолию Бышовцу принадлежала основная заслуга в подготовке состава, выигравшего Кубок России, в то время как руководивший командой в 1999 году Анатолий Давыдов только делал первые шаги на тренерском поприще.
В том же году в матче 5-го тура чемпионата России против ЦСКА он сравнял счёт, продавив двух защитников «армейцев» и реализовав выход один на один (встреча завершилась со счётом 2:2, ещё один гол был на счету Александра Панова). Всего в 1999 году он сыграл 27 матчей в чемпионате России, забив 7 голов и став лучшим бомбардиром клуба в чемпионате: «Зенит», несмотря на волну эйфории после победы в Кубке, завершил чемпионат на 8-м месте (хотя перед финалом Кубка находился на 14-м). Попович провёл ещё 4 матча за дубль петербуржцев во Втором дивизионе ПФЛ и сыграл оба матча «Зенита» в Кубке УЕФА 1999/2000 (в первом раунде питерцы по сумме двух встреч уступили «Болонье»).

#### 2000 год
В чемпионате России 2000 года Попович сыграл 23 встречи и забил 10 голов, оформив два хет-трика и став лучшим бомбардиром клуба в сезоне. Свой 8-й гол в сезоне он забил в домашнем матче против владикавказской «Алании», проходившем без зрителей, а после этой игры он выбежал на набережную Ждановки поприветствовать фанатов, собравшихся на противоположном берегу. Свой 10-й гол в чемпионате он забил в ворота «Спартака» с пенальти (хотя в том матче «зенитовцы» проиграли 1:2). В том же году Попович дошёл до финала Кубка Интертото, проведя там семь игр и отличившись в них пять раз. В ответном финальном матче Кубка против «Сельты» Попович забил два мяча, обеспечив лидерство «Зениту» со счётом 2:0, однако после замены Поповича испанский клуб сумел сравнять счёт, и «Зенит» в итоге уступил по сумме двух встреч. Он сыграл ещё четыре матча во Втором дивизионе ПФЛ.
Важную роль в игровых успехах Поповича сыграл и возглавивший тогда «Зенит» Юрий Морозов, конспекты которого Попович затем использовал при работе на посту тренера. Хотя Юрий Морозов был многолетним помощником Валерия Лобановского, которого на дух не переносил Анатолий Бышовец, против Поповича, которого в команду пригласил Бышовец, Морозов ничего не предпринимал. Тренировки под руководством Морозова, по словам Геннадия, были крайне жёсткими, поскольку тренер стремился подтянуть как можно больше молодых игроков до уровня основного состава, в связи с чем иногда выговаривал Поповичу, Андрею Кобелеву и Александру Горшкову. База «Зенита» в Удельной, на которой проводились многие сборы, находилась поначалу в плохом состоянии, пока там не сделали ремонт.

#### 2001 год
В 2001 году в рамках Кубка России Попович провёл два матча, забив три гола. Во встрече 1/16 финала Кубка против калужского «Локомотива» Попович оформил хет-трик, принеся «сухую» победу клубу со счётом 3:0, хотя в концовке матча имел шанс оформить и покер. В том же году он оформил хет-трик в товарищеском матче против латвийского «Динабурга», а 19 мая в домашнем матче чемпионата России против «Анжи» он, реализовав пенальти, забил свой 26-й гол в чемпионатах России и опередил по этому показателю в «Зените» Александра Панова. По итогам чемпионата Попович, проведя всего 24 матча и забив 7 мячей, стал бронзовым призёром в составе «Зенита» и лучшим бомбардиром клуба. На его счету был и один матч с двумя голами за дублёров «Зенита».

### Сборные
29 марта 1995 года провёл единственную игру за молодёжную сборную Украины против Италии в рамках отбора на молодёжный чемпионат Европы 1996 года. Матч завершился со счётом 2:1 в пользу Украины, Попович отыграл 15 минут и получил жёлтую карточку. В начале 2001 года Попович вместе с зенитовцем Александром Спиваком были вызваны со сборов «Зенита» в Турции на учебно-тренировочные сборы национальной сборной Украины в Конча-Заспу. Тренер «Зенита» Юрий Морозов попросил Поповича предупредить его, если тот надумает уйти в киевское «Динамо», тренером которого был тогда Валерий Лобановский, поскольку тот мог искать форварда и для сборной, и для «Динамо». На сборах в Конча-Заспе Попович и Спивак провели четыре контрольных матча в манеже, после которых, по словам Геннадия, у него «ноги сели быстро». С форвардом побеседовал Лобановский, который заметил, что Попович в чемпионате России показывал хоть и яркую, но нестабильную игру. Несмотря на высказанную Лобановским заинтересованность в наличии форвардов фактуры Поповича, больше тот в сборную не приглашался ни разу.

## Завершение карьеры
21 октября 2001 года, в день домашнего матча с волгоградским «Ротором» у Поповича прихватило сердце. В одном из интервью он утверждал, что перенёс тогда инфаркт. В другом интервью Геннадий говорил, что однажды почувствовал себя плохо, приехал домой и принял обезболивающее, однако проблемы со здоровьем усилились, а вскоре он заметил, что у него побелела нога. 14 ноября Поповича госпитализировали в отделение кардиологии Ленинградской областной клинической больницы, обнаружив по итогам обследования проблемы с кровообращением и работой сердца. Первоначально врачи заявляли, что состояние здоровья в целом не помешает дальнейшим выступлениям Поповича. Спустя две недели после обследования Попович вместе с заведующим кардиологического отделения больницы вылетел в Гамбург: врачи изначально намеревались сделать операцию по шунтированию, но затем передумали и ограничились проведением коронарографии, сделав обезболивающий укол в вену. Обследование в гамбургской клинике Попович проходил со 2 по 4 декабря, по итогам которого ему составили рекомендации относительно восстановительного лечебного курс.
Дальнейшее лечение Попович проходил в Баден-Бадене в течение 23 дней, каждое утро отправляясь на лечебные процедуры — ему делали инъекции витаминов А и Б, а затем в течение получаса при помощи специального прибора он интенсивно дышал кислородом. После завершения лечения был запланирован сложный анализ крови, результаты которого планировалось обработать в течение трёх недель. На протяжении всего лечения Поповичу были противопоказаны серьёзные физические нагрузки. В итоге Поповичу пришлось завершить игровую карьеру во избежание дальнейших проблем с сердцем, о чём он объявил в конце лета 2002 года. По словам игрока «Зенита» Алексея Игонина, Попович тяжело уходил из футбола, и на собрании команды его с большим трудом уговаривали уйти: он и прежде говорил, что не представлял себя вне футбола.
Всего в чемпионатах России Попович сыграл за «Зенит» 109 матчей, забив 30 голов. Суммарно во всех турнирах за петербуржцев он провёл 126 матчей, забив 41 гол.

## Стиль игры
Антропометрические данные Поповича во время его выступления в «Зените» — рост 190 см, вес 85 кг. В клубе он играл под номером 9 на позиции центрального нападающего или так называемого «столба» — классического форварда силового плана. Он был достаточно мощным физически и отличался бесстрашием в борьбе с защитниками, хотя некоторые технические приёмы в футболе он освоил достаточно поздно. Попович отлично играл головой, умея сбрасывать мяч партнёрам, и постоянно был заряжен на борьбу в каждом матче. В начале своих выступлений за питерцев Попович играл в паре с Александром Пановым. Крайне эффективно он выступал и в связке с Сергеем Осиповым.
По мнению его одноклубника Александра Горшкова, Попович был «классным» форвардом таранного типа, таких в чемпионате России играло мало. По оценке тренера киевского «Динамо» и сборной Украины Валерия Лобановского, иногда Попович в составе «Зенита» играл ярко, иногда выпадал из игры, что Попович объяснял отсутствием уверенности в себе и недостаточным мастерством. Некоторое время Мирон Маркевич использовал Поповича на позиции центрального защитника, но этот опыт оказался неудачным. По словам Алексея Игонина, Попович был лидером и эмоциональным игроком, который по ходу каждого матча мог психологически настроить команду на продолжение борьбы.

## После игровой карьеры
29 декабря 2001 года Попович был назначен администратором «Зенита», оставаясь в этой должности до 2005 года (Юрий Морозов изначально выступал против этого назначения). В 2005—2008 годах был тренером молодёжного состава клуба: на должность тренера «дубля» его порекомендовал Властимил Петржела, который предложил ему провести тренировку, а затем назначил помощником тренера дублёров Алексея Стрепетова. Обучаясь в академии Лесгафта, Геннадий Попович получил тренерскую лицензию УЕФА категории C, но затем был направлен «Зенитом» в Москву в Высшую школу тренеров, где получил лицензию категории B. В 2008 году он работал тренером-селекционером, просматривая игроков 1992—1995 годов рождения и передавая информацию спортивному директору «Зенита» Александру Бокию. С его слов, тренировочный процесс в питерских футбольных школах тогда находился «в глубокой яме». В конце 2008 года контракт Поповича с «Зенитом» закончился, и около полугода он просидел без работы: какое-то время он пытался отыскать работу на Украине, созваниваясь с одноклубником Юрием Вернидубом, но из-за финансового кризиса долго не мог найти работу.
В мае 2009 года Попович был назначен тренером «Локомотива» — команды петербургской ДЮСШ из воспитанников 1994 года рождения. Он проработал на этой должности до последних дней жизни, рассчитывая связать всю свою последующую карьеру именно с тренерской деятельностью. Параллельно Попович выступал в различных любительских турнирах на первенство Санкт-Петербурга: в 2005 и 2006 годах он играл за клуб «Би Лайн», в 2007 году — за команду «90 минут». Помимо этого, он участвовал в 2006 году в составе выборгского «Фаворита» в Первенстве ЛФЛ в зоне «Северо-Запад», сыграв всего две встречи. В 2010 году он выступил за «Неву» в том же Первенстве ЛФЛ в зоне «Северо-Запад», сыграв два матча и забив четыре гола. Врачи неоднократно предупреждали Геннадия о том, что его сердце может не выдержать подобных нагрузок, однако, по словам полузащитника «Зенита» Бориса Горового, Попович об этом забывал и «не щадил себя». Алексей Игонин утверждал, что Поповича так и не удалось в полной мере отговорить даже от любительской карьеры.
Геннадий Попович скончался 4 июня 2010 года в Санкт-Петербурге от остановки сердца. 8 июня 2010 года состоялось прощание с Поповичем на стадионе «Петровский»; прощание посетили легендарные игроки «Зенита» прошлых лет и многочисленные болельщики. В тот же день он был похоронен на Смоленском кладбище на Васильевском острове, могила находится у Троицкой часовни.

## Личная жизнь
Родители — Иван Васильевич и Лидия Геннадьевна, проживали в Днепродзержинске. 2 сентября 2000 года Геннадий женился на петербурженке Ирине, с которой познакомился год тому назад на автобусной остановке. Ирина в прошлом занималась художественной гимнастикой, но после завершения карьеры стала тренером: она работала инструктором в фитнес-центре, а также вела некоторые занятия в академии «Зенита». От этого брака есть двое детей: дочь Яна и сын Максим, который тоже занялся футболом. По словам самой Ирины, дома муж был крайне требовательным и приучал семью к пунктуальности.
В свободное от футбола время Геннадий увлекался игрой в хоккей, участвуя в матчах команды паралимпийцев, автомобилями и рыбалкой. Рыбачить он выезжал в район Кронштадта на дамбу или на озёра, но, по словам супруги, в рыбной ловле ему «тотально не везло»: однажды он вместо рыбы и вовсе поймал чайку. Он слушал разную музыку и любил ходить с детьми в кино. Он много ездил на велосипеде. Каждое лето он ездил с дочкой в родной Днепродзержинск, но, по собственным словам, стал ощущать себя после свадьбы именно петербуржцем.
Первый служебный автомобиль ВАЗ-2107 Попович получил, когда ему было 22 года, за эту машину ему предстояло отработать контракт в «Кривбассе». На премиальные, полученные за победу в Кубке России в 1999 году, Попович купил себе трёхкомнатную квартиру на Комендантском проспекте в том же доме, где проживали Сергей Осипов, Владислав Радимов и Александр Спивак. В то же время Геннадий настаивал, что ехал играть в «Зенит» не ради больших гонораров.
По словам Бориса Горового, Попович был весёлым и жизнерадостным человеком, жившим с открытой душой «и на поле, и за его пределами». Другой полузащитник, Алексей Игонин, сказал, что атмосфера в клубе определялась именно такими людьми, как Попович.

## Память
В канун возобновления чемпионата России после июньского перерыва, перед 11-м туром болельщики «Зенита» отказались от перфомансов на трибунах и решили организовать вместо этого сбор средств в помощь семье Геннадия Поповича. Клуб взял на себя организацию похорон и погасил все задолженности семьи Поповичей, а также заявил о намерении провести ряд акций по сбору средств для семьи (от продажи серии открыток с фотографиями Геннадия до проведения ряда выставочных матчей, сборы от которых планировалось передать семье).
С 24 по 28 января 2011 года в ДСИ «Зенит» прошёл турнир имени Геннадия Поповича с участием юношеских команд 1994 г. р.. 3 июня 2012 года на стадионе «Петровский» открыли мемориальную доску Геннадию Поповичу, установленную между 14-м и 15-м фанатскими секторами.
Геннадий Попович упоминается в песне «Форварды» группы «Бивни» в самом первом куплете:

На стадионах всей земли

Они главней чем короли,

Форварды грозные.

И пусть играть немного лет,

Разъезды, травмы, блеск побед,

Мальчики звездные…

Стоичков, Веа, Кантона, Дель Пьеро,

А мне милее был Попович Гена.

## Достижения
«Зенит»
- Обладатель Кубка России: 1998/99[22][40]
- Финалист Кубка Интертото: 2000
- Бронзовый призёр чемпионата России: 2001[49][40]

## Статистика выступлений
Данные приводятся в соответствии с сайтом FootballFacts.ru
| Клуб                       | Сезон     | Чемпионат | Чемпионат | Кубок | Кубок | Еврокубки | Еврокубки | Всего | Всего |
| Клуб                       | Сезон     | Матчи     | Голы      | Матчи | Голы  | Матчи     | Голы      | Матчи | Голы  |
| -------------------------- | --------- | --------- | --------- | ----- | ----- | --------- | --------- | ----- | ----- |
| Днепр                      | 1991      | 0         | 0         | 1     | 0     | 0         | 0         | 1     | 0     |
| Кривбасс                   | 1991      | 10        | 2         | 0     | 0     | 0         | 0         | 10    | 2     |
| Кривбасс                   | 1992      | 24        | 2         | 3     | 1     | 0         | 0         | 27    | 3     |
| Кривбасс                   | 1992/1993 | 20        | 1         | 0     | 0     | 0         | 0         | 20    | 1     |
| Прометей (Днепродзержинск) | 1992/1993 | 1         | 2         | 0     | 0     | 0         | 0         | 1     | 2     |
| Кривбасс                   | 1993/1994 | 12        | 0         | 0     | 0     | 0         | 0         | 12    | 0     |
| Звезда-НИБАС               | 1993/1994 | 17        | 5         | 0     | 0     | 0         | 0         | 17    | 5     |
| Кривбасс                   | 1994/1995 | 25        | 3         | 4     | 0     | 0         | 0         | 29    | 3     |
| Шахтёр (Донецк)            | 1995/1996 | 3         | 0         | 0     | 0     | 0         | 0         | 3     | 0     |
| Шахтёр-2                   | 1995/1996 | 3         | 0         | 0     | 0     | 0         | 0         | 3     | 0     |
| Кривбасс                   | 1995/1996 | 10        | 0         | 1     | 0     | 0         | 0         | 11    | 0     |
| Кривбасс                   | 1996/1997 | 28        | 5         | 1     | 0     | 0         | 0         | 29    | 5     |
| Зенит (Санкт-Петербург)    | 1997      | 16        | 3         | 2     | 1     | 0         | 0         | 18    | 4     |
| Зенит (Санкт-Петербург)    | 1998      | 19        | 3         | 1     | 0     | 0         | 0         | 20    | 3     |
| Зенит (Санкт-Петербург)    | 1999      | 27        | 7         | 3     | 2     | 2         | 0         | 32    | 9     |
| Зенит (Санкт-Петербург)    | 2000      | 23        | 10        | 0     | 0     | 7         | 5         | 30    | 15    |
| Зенит (Санкт-Петербург)    | 2001      | 24        | 7         | 2     | 3     | 0         | 0         | 26    | 10    |

## Комментарии
1. ↑  Единственный матч в 1991 году в Кубке СССР «Днепр» сыграл 4 сентября 1991 года в Джамбуле против местного «Химика», проиграв 0:1[13].
2. ↑  В тот же день, согласно сайту Украинской ассоциации футбола, Попович был формально внесён в заявку клуба «Металлург» из Каменского[15].
3. ↑  Игры за дубль, упомянутые на сайте FootballFacts.ru, не учитываются в данной таблице[8]
4. ↑  Высшая лига 1992/1993
5. ↑  Переходная лига 1992/1993
6. ↑  Высшая лига 1993/1994
7. ↑  Вторая лига 1993/1994
8. ↑  Высшая лига 1995/1996
9. ↑  Вторая лига 1995/1996
10. ↑  Высшая лига 1995/1996
11. ↑  Кубок УЕФА 1999/2000
12. ↑  Кубок Интертото 2000